# Darko Pavić Dajka
Darko Pavić Dajka (Slavonski Brod, 2. lipnja 1957. – 24. listopada 2020.) bio je hrvatski karikaturist, ilustrator i animator.
Za svoje je karikature dobio mnoštvo međunarodnih priznanja.

## Životopis
Radio je kao karikaturist, ilustrator i animator. Čitatelji će ga se sjetiti po radovima u Sportskim novostima, Vjesniku, Dinamovom listu, Slobodnoj Dalmaciji i drugima. Mlađima je poznat kao ilustrator naslovnih stranica romana kao što su Colt, Afrodita, Valentina i nezaobilazni Alan Ford, i kao suradnik u izradi animiranih filmova Čarobnjakov šešir, Čudesna šuma i Leteći medvjedići.
Unatoč zaista širokom spektru umjetničkog rada sam autor za karikaturu je govorio da mu je omiljena forma izražavanja. Osvojio je niz nagrada i priznanja na sljedećim festivalima: Slavonski Brod (1982.), Tokyo (1985.), Marostica (1985.), Istanbul (1988.), Zagreb (1988.), Seoul (1989.), Amsterdam (1990.), Zelina (1991.), Hokkaido (1992.), Bjelovar (1994.), Beringen (1995.), Bjelovar (1995.), Varaždin (1996.), Bjelovar (1997.), Taiwan (1999.) i Zagreb (2000.).

## Vanjske poveznice
- Hrvatsko društvo karikaturista
- DARKO PAVIĆ – DAJKA (02.06.1957. – 24.10.2020.), hdk.hr